# 御霊神社 (福知山市)
御霊神社（ごりょうじんじゃ）は、京都府福知山市にある神社。

## 祭神
- 宇賀御霊大神（ウガノミタマノオオカミ）
- 明智光秀公

## 歴史
創建は1705年（宝永2年）。元々は宇賀御霊大神を祀る稲荷社と光秀を祀る菱屋町の常照寺と分かれていた。福知山城主である朽木氏が、かつて当地を「福智山」と命名し、福知山城を近世の城に改修するなど善政をしいた明智光秀の合祀を許したことが始まりとされており、社号もこれに由来する。そのため、明智光秀にまつわる数多くの史料を有する。

## 境内

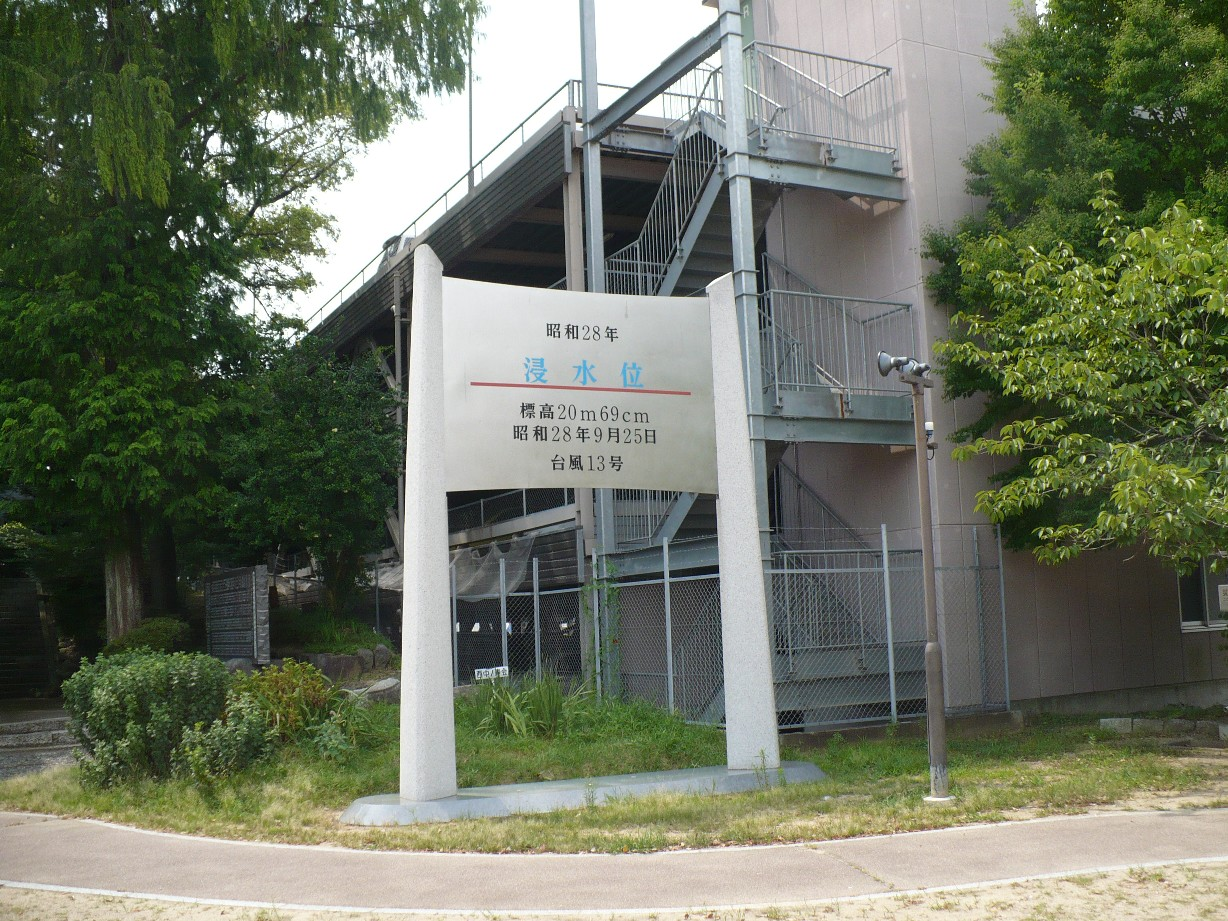
浸水位標識

1953年（昭和28年）の台風13号の被害による由良川の氾濫で水没した福知山の被害を伝えるため、境内隣接の御霊公園には当時福知山市街地を覆った水の水位を記した看板が建てられている。

## 行事
10月の例大祭においては、併せて「丹波光秀ききょうまつり」が開催される。福知山市の秋の代表的お祭りである。御霊公園、広小路通りには、イベントや数多くの出店が並ぶ。

## 文化財

### 重要文化財（市指定）
- 御霊神社槍（三口）

戦国時代には野道具を作っていた雀部道明という鍛冶師が、光秀に命じられて槍や矢の根を作っていた。細工は粗いが、物をよく通すので道明と命名されたといわれている。この槍は、それより時代は下るが、銘から同じ系統を引く郷土の刀工の作品と推測される。

### 有形文化財（市指定）
- 御霊神社紙本墨書明智光秀関係文書（三通）

光秀書状2点と明智光秀家中軍法1巻から構成されており、天正6年から9年の文書が残されている。

## 現地情報
所在地
- 京都府福知山市西中ノ町238

交通アクセス
- 最寄駅：JR西日本福知山線 福知山駅下車後、徒歩約10分（北へ約800m）

 周辺 
福知山市の市街地、旧城下町の北西に鎮座する。広小路通りを塞ぐように、神社および隣接する御霊公園が位置しているため、広小路通りは当地周辺では南北にクランク状に迂回している。参道である広小路通りは、両サイドに商店が建ち並ぶ商店街となっている。さらに広小路通りの脇道にも新町商店街などの商店街がある。